# صباح سالم الصباح
صباح سالم الصباح (به عربی: صباح السالم الصباح) (۱۲ آوریل ۱۹۱۳ – ۳۱ دسامبر ۱۹۷۷) دومین امیر کشور کویت بود. وی در ۲۴ نوامبر ۱۹۶۵ در کویت به قدرت رسید و در ۳۱ دسامبر ۱۹۷۷ درگذشت. وی دریافت‌کننده مدال یادبود جشن‌های ۲۵۰۰ ساله شاهنشاهی ایران می‌باشد.